# Chaunaciden
Chaunaciden (Chaunacidae) zijn een familie van straalvinnige vissen uit de orde van Vinarmigen (Lophiiformes).

## Geslachten
- Chaunacops Garman, 1899
- Chaunax R. T. Lowe, 1846